# Duroniella lucasii
Duroniella lucasii är en insektsart som först beskrevs av Bolívar, I. 1881.  Duroniella lucasii ingår i släktet Duroniella och familjen gräshoppor. Inga underarter finns listade i Catalogue of Life.